# Sauveterre-Saint-Denis
Sauveterre-Saint-Denis is een gemeente in het Franse departement Lot-et-Garonne (regio Nouvelle-Aquitaine) en telt 421 inwoners (1999). De plaats maakt deel uit van het arrondissement Agen.

## Geografie
De oppervlakte van Sauveterre-Saint-Denis bedraagt 8,2 km², de bevolkingsdichtheid is 51,3 inwoners per km².
De onderstaande kaart toont de ligging van Sauveterre-Saint-Denis met de belangrijkste infrastructuur en aangrenzende gemeenten.

## Demografie
Onderstaande figuur toont het verloop van het inwonertal (bron: INSEE-tellingen).